# Марк Райлънс
Сър Дейвид Марк Райлънс Уотърс (на английски: David Mark Rylance Waters, роден на 18 януари 1960 г.) е английски актьор, драматург и театрален режисьор.

## Биография
Райлънс е известен с ролите си на сцената и екрана, получавайки множество награди, включително „Оскар“, три награди БАФТА, две награди „Оливие“ и три награди „Тони“. През 2016 г. е включен в списъка на 100-те най-влиятелни хора в света. През 2017 г. е произведен в рицар от кралица Елизабет II.
Той е първият артистичен директор на Шекспировия театър „Глобус“ в Лондон между 1995 и 2005 г. След обучение в Кралската академия за драматично изкуство в Лондон прави своя професионален дебют в театъра в Глазгоу през 1980 г. Той се появява в продукциите на „Много шум за нищо“ през 1994 г. и „Йерусалим“ през 2010 г., печелейки наградата „Оливие“ за най-добър актьор и за двете. Райлънс също така се появява на Бродуей, печелейки три награди „Тони“. Получава номинации за най-добър актьор за „Ричард III“ през 2014 г. и „Фаринели и кралят“ през 2017 г.
Има и много филмови изяви. Той привлича вниманието с ролята си на Рудолф Абел във филма на Стивън Спилбърг „Мостът на шпионите“ (2015), за който печели „Оскар“ и БАФТА за най-добър поддържащ актьор. Други забележителни роли включват филмите „Дюнкерк“ (2017), „Процесът срещу Чикаго 7“ (2020), „Не поглеждай нагоре“ (2021), Bones and All (2022) и „Костюмът“ (2022).
По телевизията Райлънс печели наградата на Британската телевизионна академия за най-добър актьор за ролята си на Дейвид Кели в драмата на канал 4 от 2005 г. „Правителственият инспектор“ и за ролята на Томас Кромуел в минисериала на BBC 2 от 2015 г. Wolf Hall, също получава номинации за „Еми“ награда и „Златен глобус“.